# Salzburger Landtag
Der Salzburger Landtag ist die gesetzgebende Körperschaft des österreichischen Bundeslandes Salzburg. Sitz des Landtages ist der Chiemseehof im Kaiviertel der Salzburger Altstadt.

## Der Landtag
Der Landtag setzt sich aus 36 Abgeordneten zusammen, die fünf Fraktionen angehören. Die Präsidentin des Landtages ist Brigitta Pallauf. Die Legislaturperiode beträgt fünf Jahre. Zuletzt wurde am 23. April 2023 eine Wahl abgehalten, zuvor hatte sie am 22. April 2018 stattgefunden.
Seit Frühjahr 2017 wurde der Chiemseehof um 7,4 Millionen Euro umgebaut. Als Ausweichquartier für Landtagssitzungen diente der Gemeinderatssitzungssaal im Rathaus Salzburg und die Salzburger Residenz. Die Sanierung wurde im Februar 2019 abgeschlossen.

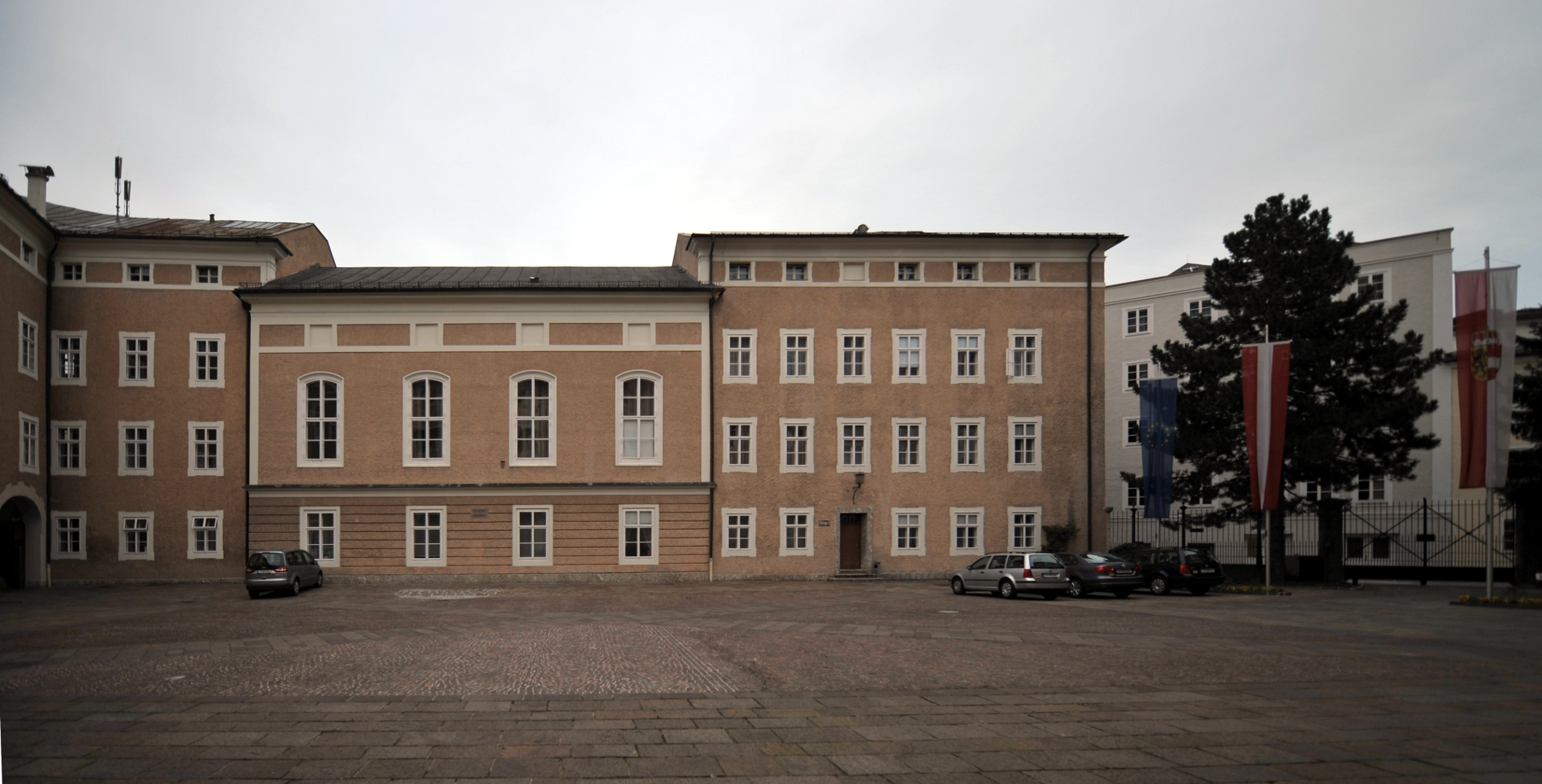
Der Salzburger Landtag tagt im nördlichen Gebäudeflügel des Chiemseehofes (hier Ansicht der Fassade zum Hof)
- Videoaufnahme des Plenarsaales des Salzburger Landtages

## Geschichte
Im Erzstift Salzburg entwickelten sich seit dem Ende des 13. Jahrhunderts die Landstände des Erzstifts Salzburg. Der letzte Gesamtlandtag trat 1797 zusammen. Am 4. Oktober 1811 wurde die Salzburger Landschaft von Bayern aufgelöst. 1851 entstand das Herzogtum Salzburg als Kronland. Dieses erhielt am 20. Oktober 1860 ein Landesstatut, das im Folgejahr mit dem Februarpatent leicht modifiziert bestätigt wurde. Damit entstand 1861 der Salzburger Landtag.